# Дримадес
Дрима̀дес (на гръцки: Δρυμάδες) е село в Северозападна Гърция, дем Погони, област Епир. Селото е разположено на самата граница с Албания. Според преброяването от 2001 година населението му е 129 души.

## Личности
Родени в Дримадес
- Неофит Кафес (1820 – 1875), гръцки духовник